# Koss (mecklenburgisches Adelsgeschlecht)
Koss ist der Name eines mecklenburgischen Adelsgeschlechts.
Die Familie ist als weder Stamm- noch Wappenverwandt mit den pommerschen Koss als auch von den polnischen Koss zu unterscheiden.

## Geschichte
Das Geschlecht ist wendischen Ursprungs und erscheint zuerst urkundlich mit Hermannus Coz im Jahre 1230. Das Stammgut sollte Groß und Klein Tessin gewesen sein. Die Stammreihe beginnt mit dem Ritter Hermann von Koß, urkundlich 1276, Herr auf Teschow und Kossow. 1523 zählten sie zu den Mitunterzeichnern der Union der Landstände. Weiterer zeitweiser Gutsbesitz bestand auf Cammin, Kätsin, Poppendorf, Radepohl, Vilz, Völkersen, Wessin. Darüber hinaus hatte die Familie zeitweise das Kirchenpatronat der Dorfkirche Wessin und der Dorfkirche Vilz (1648–1855) inne. Im Einschreibebuch des Klosters Dobbertin von 1696 bis 1918 befindet sich eine Eintragung einer Tochter von Koss. Nr. 84 Maria von Kossen vom Hause Vielitz (Vilz), eingetragen am 17. Oktober 1713. Im Jahre 1858 verfügte die Familien im Mecklenburgischen über keinen Gutsbesitz mehr.

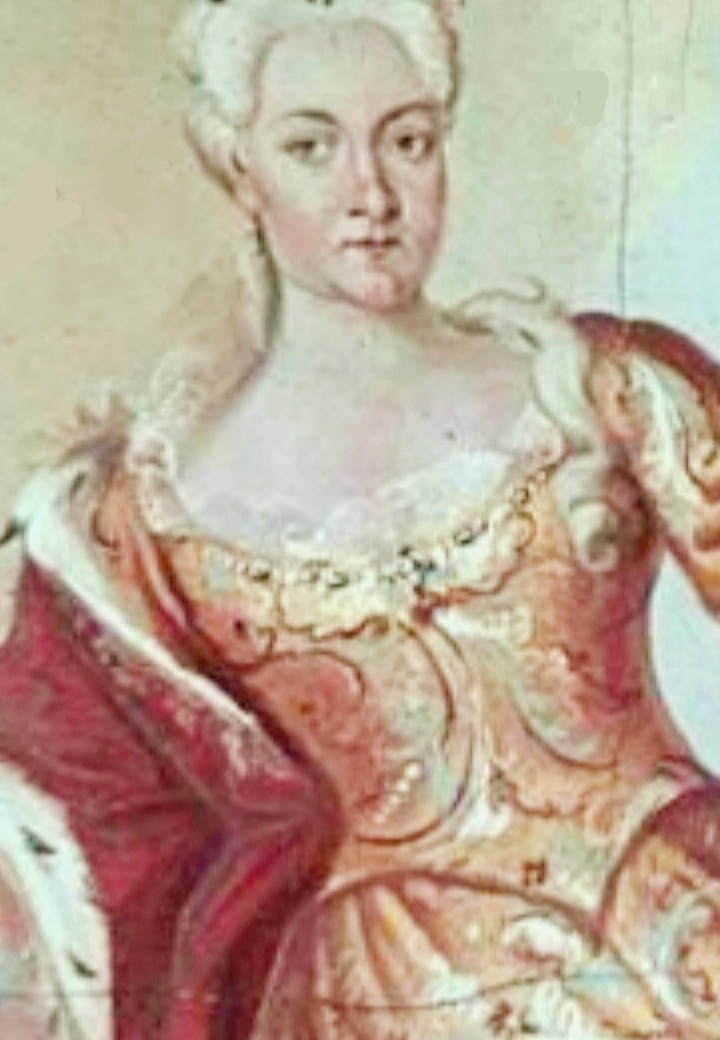
Christiane Friederike, Herzogin zu Sachsen-Coburg-Saalfeld, geb. von Koß

Gegen den Willen seines Vaters hatte sich Christian Ernst zu Sachsen-Coburg-Saalfeld 1709 in Greiz mit Christiane Friederike von Koß (24. August 1686–15. Mai 1743) verlobt, die seine pietistischen Neigungen teilte und für die er das Schlösschen Kitzerstein bei Saalfeld als Wohnsitz kaufte. Sie war eine Tochter des reußischen Oberforstmeisters und saalfeldischen Kammerjunkers Günther Christoph von Koß (1653–1710) auf Kitzerstein und der Anna Elisabeth, Tochter des Wolff Christoph von Breitenbauch (1631–1672), auf Burg Rahnis, Brandenstein, Gröst und Betzkendorf, kursächsischen Kammerjunkers, und der Maria Magdalena, geb. Pflugk aus dem Hause Strehla.
Bei ihren väterlichen Vorfahren war unklar, ob diese Familie von Koss die bekannte altritterliche im Herzogtum Mecklenburg oder die gleichnamige in Westpreußen (les Koss de Pomérélie) war. Es war jedoch die mecklenburgische, die 1230 mit dem Knappen Hermanus Coz, auf Hermannstorp und Lüttow unweit Ratzeburg (Sachsen-Lauenburg), zuerst erscheint.

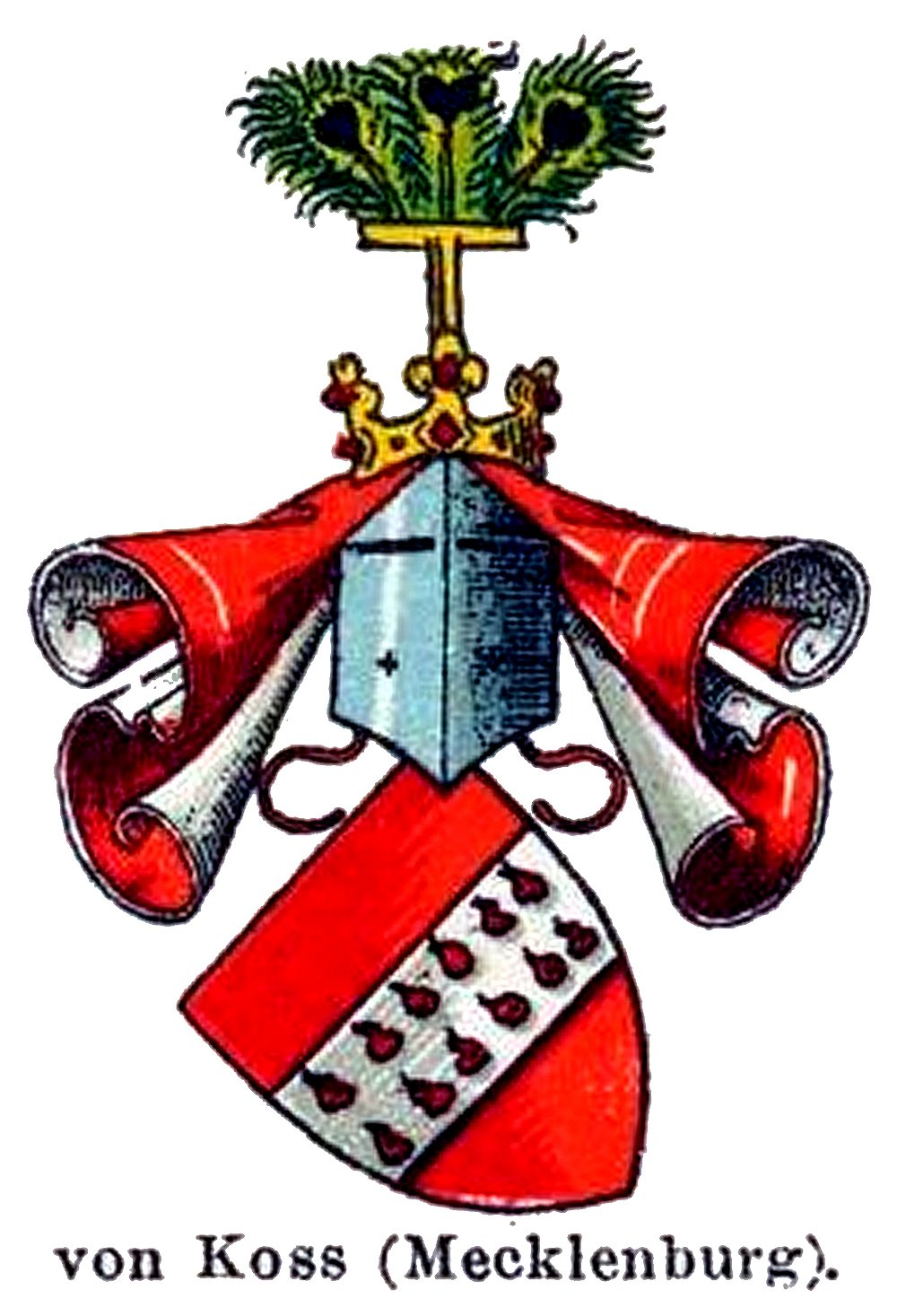
Wappen derer von Koss

## Wappen
Das Wappen zeigt in Rot einen silbernen Balken belegt mit 14 roten Blutstropfen in zwei Reihen angeordnet. Auf dem gekrönten Helm mit silber-roten Decken drei Pilgrimstäbe, jeder mit einem Pfauenwedel besetzt.